# Diego Garcia (político)
Diego Alexsander Gonçalo Paula Garcia (Bandeirantes, 10 de outubro de 1984) é um administrador e político brasileiro, atualmente deputado federal pelo Republicanos.
Nascido em Bandeirantes, interior do Paraná, e residindo em Londrina desde 2018. Diego é casado e possui dois filhos. Ele é integrante da Renovação Carismática Católica (RCC), onde foi Presidente do Conselho Diocesano na Diocese de Jacarezinho.

## Vida pública
Foi eleito nas eleições de 2014 deputado federal, com 61.063 votos, em 373 municípios do Paraná, pela coligação Educação e Trabalho com Sustentabilidade (PSDC / PEN / PTB / PHS / PMN / PROS), tomando posse no dia 1º de fevereiro de 2015 para o seu primeiro mandato como deputado federal. Em 2018, foi reeleito deputado federal com 103.154 votos, tendo tido votos em 394 municípios do Paraná.
Votou a favor do Processo de impeachment de Dilma Rousseff. Já durante o Governo Michel Temer, votou a favor da PEC do Teto dos Gastos Públicos, e também a favor da cassação do ex-deputado federal Eduardo Cunha.
Em agosto de 2017 votou a favor do processo em que se pedia abertura de investigação do então presidente Michel Temer. Ainda em novembro deste mesmo ano, votou pela aprovação da PEC da Vida (181/15), que estende a licença maternidade às mães de bebês prematuros e protege a vida desde a concepção.
No dia 09/05/2018 foi eleito o Presidente da Comissão Especial destinada a analisar a PEC do Fim do Foro Privilegiado (PL 333/2017) para autoridades e políticos. Foram realizados, no total, 17 encontros, entre audiências públicas, reuniões e seminários, sendo que dois deles foram realizados no Paraná. A PEC foi aprovada na comissão.
Atualmente, Diego Garcia é autor de 84 Projetos de Lei. O parlamentar é relator de 266 projetos de lei, sendo que 142 de suas relatorias já foram aprovadas nas comissões. Segundo o portal Legisla Brasil, foi o deputado federal do Paraná, desta legislatura, com a maior produção legislativa nas comissões.
O parlamentar é o presidente da Frente Parlamentar em Defesa da Vida e da Família e da Frente Parlamentar de Doenças Raras da Câmara. E ele tem atuado à frente de ações que garantem o direito à vida do nascituro, o respeito dos valores familiares na educação moral, sexual e religiosa, e que protegem a família enquanto base da sociedade. Foi relator do Estatuto da Família em 2016 (aprovado na Comissão Especial) e do Estatuto do Nascituro em 2018 na Comissão da Mulher.
Faz parte de importantes comissões na Câmara dos Deputados, entre elas a Constituição e Justiça e de Cidadania (CCJ) de Seguridade Social e Família, Educação e Defesa dos Direitos das Pessoas com Deficiência.
Outro foco do mandato de Diego Garcia é o combate à corrupção. O deputado é autor de 11 propostas que visam combater a corrupção. Inclusive, foi coautor do PL 4850/2016, que dispõe sobre as 10 Medidas Contra a Corrupção.
Diego Garcia é favorável ao parecer do relator Samuel Moreira à PEC 06/2019, que dispõe sobre a Reforma da Previdência. Ele apresentou uma emenda ao texto (emenda nº 20) para que o Benefício de Prestação Continuada (BPC) recebido pela pessoa com deficiência/doença rara não entre no cômputo da renda familiar per capita, o que permitirá que mais de uma pessoa nessas condições receba o benefício dentro de uma mesma família.
Em junho de 2021, o deputado federal Diego Garcia apresentou à Presidência da Câmara dos Deputados um recurso assinado por 129 deputados pedindo que o Projeto de Lei (PL) 399/2015, que institui o Marco Regulatório da Cannabis no Brasil, não fosse direto para o Senado, mas que fosse discutido antes pelo Plenário da Câmara. Após a ação de Garcia, a proposta não avançou. 
Em novembro de 2021, Diego Garcia recebeu o Prêmio Ranking dos Políticos, do portal politicos.org.br, por ter sido classificado como o melhor deputado federal do Estado do Paraná daquele ano. Segundo o portal, o parlamentar também ficou classificado entre os 30 melhores deputados e senadores do Brasil. 